# Pistolet Mauser M1914
Mauser M1914 – niemiecki pistolet samopowtarzalny. Używany przez armię niemiecką w czasie I i II wojny światowej.

## Historia
W następstwie sukcesu rynkowego kieszonkowego pistoletu Mauser M1910 kalibru 6,35 mm Browning w zakładach Mausera rozpoczęto prace nad większym pistoletem kalibru 7,65 mm Browning. Dostosowując M1910 do zasilania nabojem większego kalibru zwiększono jego wymiary, a także wprowadzono szereg zmian konstrukcyjnych wynikających z doświadczeń z już wyprodukowanymi pistoletami M1910. Z zewnątrz najbardziej widocznymi zmianami był zastąpienie rowków służących do odciągania broni wypukłymi, pokrytymi drobnymi rowkami uchwytami (rozwiązanie przejęte z prototypowego Mausera M1912/14) i muszki słupkowej – pryzmatyczną. Przekonstruowano także mechanizm spustowy upraszczając jego rozkładanie, a iglicę połączono z żerdzią sprężyny uderzeniowej (osobna żerdź sprężyny w M1910 wypadała z zamka i bywała gubiona).
Pierwsza partia pistoletów M1914 powstała w drugiej połowie 1913 roku i liczyła 2800 sztuk. Pistolety tej wersji miały lufy o długości od 95 do 112 mm i wyraźny garb na górnej powierzchni zamka.
W 1914 roku rozpoczęto produkcję drugiej odmiany tego pistoletu (numery seryjne 2800-13 500). Pistolety tej wersji powstały w 1914 roku i miały zamek o uproszczonym kształcie, pozbawiony charakterystycznego garba. Od tej odmiany ujednolicono długość lufy na 87 mm, muszkę przesunięto na koniec lufy (w pierwszej odmianie znajdowała się na wysokości przedniego zakończenia zamka.
Po wybuchu I wojny światowej duże ilości pistoletów Mauser M1914 trafiły do uzbrojenia armii niemieckiej. W oddziałach tyłowych zastępowały one pistolety P08 przekazywane oddziałom walczącym na froncie. Pistolet otrzymał wojskowe oznaczenie 7.65 mm Mauser-Pistole. Konieczność produkcji dużej ilości pistoletów na zamówienie wojska sprawiła, że spadła jakość obróbki i wykończenia. Dodatkowo na pistoletach pochodzących z serii 165 XXX pojawił się na zamku napis Mauser-7.65. Pistolety z lat 1914–1923 (numery seryjne 13 500-296 000) są określane jako Mauser M1910 model III.
Około 1923 roku rozpoczęto produkcję kolejnej odmiany Mausera M1914. Miała ona muszkę o nowym kształcie i okrągłe (zamiast kwadratowych) otwory ulgowe bocznych ścianek magazynka. Pistolety tej wersji były produkowane do 1929 roku, mają numery z zakresu 277 000-460 000 i należą do najliczniej zachowanych Mauserów M1914.
W 1929 roku rozpoczęto produkcję pistoletów Mauser m1914 model V (numery seryjne 460 000-526 000). Od pistoletów model IV różniły się one układem napisów na zamku (umieszczone w jednym, a nie dwóch rzędach). Większość pistoletów tej odmiany ma okładziny chwytu wykonane z tworzywa fenolowego o nazwie Franzite.
Po przejęciu władzy w Niemczech przez Adolfa Hitlera w 1933 roku nastąpiła militaryzacja społeczeństwa. Odbudowa armii, rozbudowa policji i formacji mundurowych podporządkowanych NSDAP gwałtownie zwiększył popyt na pistolety. Najchętniej kupowana konstrukcją był Walther PP, ale produkcja nie była w stanie zaspokoić wzrastających potrzeb. Dlatego w zakładach Mausera złożono zamówienie na kilkaset tysięcy pistoletów kalibru 7,65 mm przeznaczonych dla państwowych formacji III Rzeszy.
W efekcie tego zamówienia w zakładach Mausera powstała nowa wersja Mausera M1914 oznaczona jako M1914/34 lub M1934 i rozpoczęto prace nad nowym pistoletem, który mógłby skutecznie konkurować z Waltherem PP. Mauser M1934 od wcześniejszych M1914 różnił się wyłącznie nową jednoczęściową okładką chwytu i numerami seryjnymi wybijanymi w specjalnym zagłębieniu (chroniło ono numer przed uszkodzeniami). Początkowo był produkowany równolegle z cywilnymi Mauserami M1914 model V, później produkcji na rynek cywilny zaprzestano. Mausery M1934 miały numery 498 250 do 617 000 i były produkowane do 1941, kiedy to ruszyła masowa produkcja nowego Mausera HSc.

## Opis
Mauser M1914 był bronią samopowtarzalną. Automatyka broni działała na zasadzie odrzutu zamka swobodnego. Lufa gwintowana jest utrzymywana w szkielecie przez dwa elementy pod lufą  przez które przechodzi żerdź sprężyny powrotnej. Skrzydełko na końcu żerdzi jest zaczepem służącym do rozkładania broni. Pistolet składa się zaledwie z 31 części, ale zostało to osiągnięte za cenę komplikacji ich kształtu (co skomplikowało i podrożyło produkcję). Między innymi wszystkie dźwignie obracają się na integralnych czopach co pozwoliło uniknąć stosowania oddzielnych osi. Wszystkie części pistoletu są frezowane.
Mechanizm spustowy pozwalał na prowadzenie ognia pojedynczego. Umieszczony jest w wycięciu szkieletu i nakryty pokrywką. Spust osadzono na czopie będącym występem szkieletu, pokrywka była wsuwana, a po złożeniu broni utrzymywana w miejscu przez zamek (wyjmowano ją do góry). Spust dwuczęściowy. Nacisk na język spustowy powodował ruch spustu wewnętrznego działającego na dźwignię spustową. Pomiędzy występami spustu wewnętrznego i dźwigni spustowej umieszczona jest obrotowa dźwignia pełniąca rolę przerywacza i bezpiecznika od strzałów przedwczesnych.
Po wystrzeleniu ostatniego naboju zamek zatrzymywał się w tylnym położeniu na wewnętrznym zaczepie zamka. Zaczep ten pełnił równocześnie role wyrzutnika i bezpiecznika magazynkowego. Zgrupowanie tych ról w jednej części pozwoliło uprościć konstrukcję, ale sprawiło, że element ten miał kształt ściętego trójkąta zawieszonego ścięciem do dołu na osi i był trudny do wykonania. W górnym lewym rogu tej części znajdowały się występy pełniące funkcje wyrzutnika i bezpiecznika magazynkowego, górnym prawym występ zaczepu zamkowego, a w dolnym lewym występ blokujący dźwignie spustową po wyjęciu magazynka. Po wyjęciu magazynka nacisk sprężyny zaczepu obracał ten element i podparcie zaczepu iglicy występem lewego, dolnego wierzchołka co powodowało zabezpieczenie broni. Włożenie magazynka powodowało odbezpieczenie broni, a jeśli zamek znajdował się w tylnym położeniu także jego zwolnienie (zamka nie można było zwolnić w inny sposób).
Magazynek jednorzędowy, o pojemności 8 naboi. Zatrzask magazynka znajdował się u spodu chwytu.
Mechanizm uderzeniowy, iglicowy. Sprężyna uderzeniowa śrubowa, osadzona na żerdzi będącej częścią iglicy. Koniec żerdzi pełni role wskaźnika napięcia sprężyny uderzeniowej (przy napiętej wystaje z tyłu zamka).
Bezpiecznik nastawny ma formę dwuramiennej dźwigni której jeden koniec znajduje się w górnej, lewej stronie chwytu. Obrót dźwigni w dół powoduje podparcie dźwigni spustowej przez jej drugi koniec. W pozycji zabezpieczonej dźwignia jest utrzymywana przez zatrzask podpierany płaską sprężyną. Na zatrzasku znajduje się przycisk którego wciśnięcie powoduje powrót dźwigni w położenie wyjściowe pod wpływem agrafkowej sprężyny i odbezpieczenie broni. Działanie bezpiecznika nastawnego było mało pewne, były przypadku przypadkowego jego zwolnienia przy wkładaniu broni do kabury.